# Gallipoli (Italie)
Pour les articles homonymes, voir Gallipoli.
Gallipoli est une commune italienne du Salento dans la province de Lecce dans les Pouilles méridionales.
Édifiée au bord la mer, sur le golfe de Tarente, Gallipoli est constituée de deux parties distinctes : le Borgo et la vieille ville. La vieille ville est située sur une île calcaire, reliée à la terre ferme par un pont et renferme un riche patrimoine, notamment des XVIIe et XVIIIe siècles, hérité de l'activité portuaire de la cité. Le Borgo est la partie moderne de la ville avec des constructions neuves, comme, le palazzo di vetro, le palais de verre appelé aussi le gratte-ciel.

## Origine du nom
Le toponyme Gallipoli dérive probablement du grec Καλλη Πολιϛ (Kalle Polis), qui signifie belle ville. La région fit partie de la Grande-Grèce. L'étymologie est identique à celle de l'autre Gallipoli située aujourd'hui en Turquie.

## Histoire
Le site est occupé depuis le néolithique, mais selon la légende la cité fut fondée durant l'Antiquité par Idoménée, roi de Crète. Pline l'Ancien attribue quant à lui la fondation de Gallipoli à la tribu gauloise des Sénons, mais l'origine de la cité est plus vraisemblablement le fait du peuple des Messapiens. Quoi qu'il en soit, Gallipoli fut une ville importante de la Grande Grèce, possédant un large territoire qui incluait ce qui est aujourd'hui Porto Cesareo. En 265 av. J-C, la cité se rangea du côté de Pyrrhus et de Tarente dans leur lutte contre Rome. Après la défaite de Pyrhus, Gallipoli fut reléguée au simple rang de colonie par les romains (elle devint néanmoins plus tard un municipium), qui y bâtirent une forteresse.
Au début du Moyen Âge la ville fut probablement pillée par les Vandales et les Goths. Reconstruite par les Byzantins, elle a alors vécu une période d'essor économique dû à sa position géographique avantageuse sur la mer Ionienne. La cité devint ensuite possession des Papes, ce qui fit d'elle un des centres de lutte contre le monachisme grec, encore dominant dans le sud de l'Italie à l'époque.
Après de nombreux raids de corsaires musulmans toujours repoussés, la ville est prise d'assaut et occupée par eux de 915 à 945, puis reprise par l'Armée byzantine qui restructure et renforce la forteresse.
Au XIe siècle Gallipoli fut conquise par les Normands après une année de siège, et en 1268 elle fut reconquise et détruite par Charles Ier d'Anjou, ce qui entraîna le départ de nombreux habitants vers la ville proche d'Alezio. Elle se repeupla à partir de 1309 sous la domination féodale de la Principauté de Tarente à laquelle elle fut rattachée.
Le 16 mai 1484, lors de la Guerre de Ferrare, 70 navires de guerre Vénitiens débarquèrent 7000 combattants aux alentours de la ville, qui refusa toute soumission envers le roi de Naples. Elle fut alors prise d'assaut le 19 (sa population subissant un véritable massacre), puis fut ensuite donnée aux Angevins.
La cité prospéra à partir de la fin du XVIe siècle, date qui marque le début de l'engouement baroque dans la décoration des édifices. Grâce au port construit par Ferdinand Ier des Deux-Siciles au XVIIIe siècle, elle devint le premier centre exportateur d'huile d'olive de toute la Méditerranée, le précieux produit servant à alimenter les lampes à huile dans toute l'Europe.
Après l'unification italienne en 1861, et jusqu'en 1927, Gallipoli devint capitale d'un district (circondario), aux côtés de Lecce et Tarente.

## Monuments et lieux d'intérêt

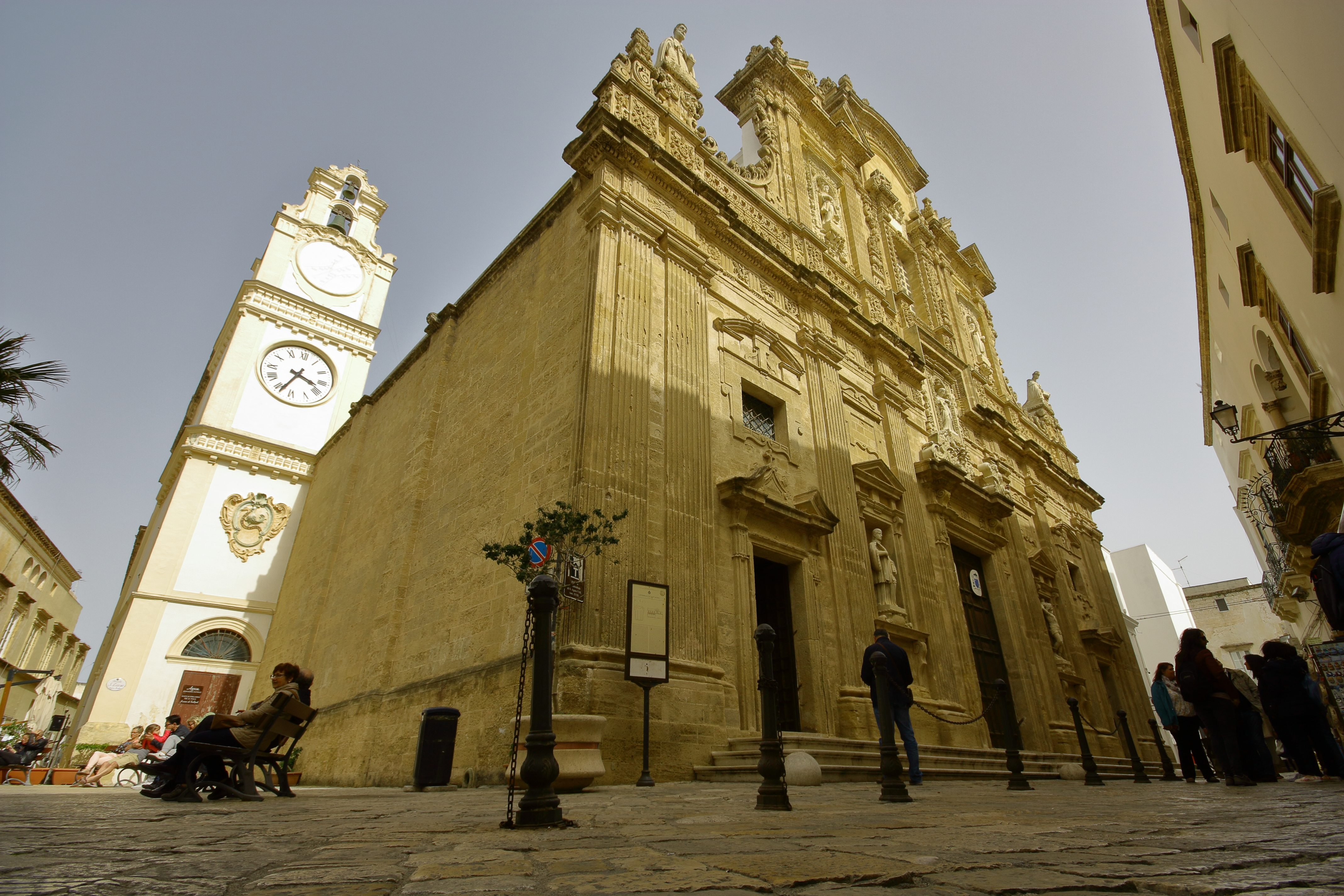
Vue de la cathédrale de Gallipoli.

Gallipoli, forte de son riche passé commercial et artistique, vante plusieurs monuments dignes d'intérêt dans sa vieille-ville :
- Le château-fort aragonais du XVe siècle, qui garde la seule entrée de la vieille-ville, bâtie sur une île.
- Les nombreuses églises baroques de la ville, notamment :
  - La cathédrale Sainte-Agathe (Cattedrale di Sant'Agata en italien), qui est la plus grande et la plus décorée des églises de la ville. Sa façade en pierre de Lecce, achevée en 1696, est un chef-d'œuvre d'ornementation et ses niches renferment de nombreuses statues de saints. Elle a été inspirée des réalisations de l'architecte de Lecce Giuseppe Zimbalo. L'intérieur est très richement décoré, notamment par des artistes napolitains des XVIIe et XVIIIe siècles. On peut y admirer des toiles monumentales de Giovanni Andrea Coppola, peintre local formé à Naples et des Napolitains Nicola et Giovanni Malinconico qui ont notamment réalisé l'immense toile plaquée contre le plafond à la croisée des transepts, ainsi que la riche décoration du chœur, tapissé de toiles sur les murs comme au plafond. En tout, l'église compte pas moins de douze autels baroques dont le décor sculpté est particulièrement raffiné. Dans le presbytère, un majestueux autel en marbre polychrome a été réalisé par l'artiste de Bergame Cosimo Fanzago. Enfin, les voûtes de la cathédrale sont entièrement recouvertes d'un plafond à caissons en bois doré et orné de toiles.
  - L'église de Santa Maria della Purità, donnant sur le quai et la plage homonyme. Édifiée entre 1662 et 1665 pour la confraternité des dockers, l'intérieur de cette petite église est l'un des plus ornés de la ville. En effet, il présente un autel baroque renfermant une toile du célèbre peintre napolitain Luca Giordano et surtout son plafond comme ses parois sont entièrement tapissés de toiles : celles du plafond, représentant plusieurs scènes de l'Apocalypse, ont été réalisées par Oronzo Letizia tandis que les toiles ornant les murs ont été peintes par Liborio Riccio et sont marquées par l'influence de Francesco Solimena. En outre l'église possède d'intéressantes stalles en bois polychromes du XVIIIe siècle.
  - L'église de San Francesco d'Assisi. La fondation de cette église remonte au XIIIe siècle mais son aspect actuel, baroque, date des XVIIe et XVIIIe siècles. Sa façade est intéressante par la terrasse de forme concave qu'elle présente. L'intérieur abrite dix autels baroques ainsi que des toiles datant de différentes époques et des sculptures dont une crèche du XVIe siècle réalisée par le sculpteur Stefano da Putignano. La chapelle du Crucifix, commanditée par le gentilhomme espagnol don Josè della Cueva, est remarquable par sa décoration, notamment pour ses deux statues de Vespasiano Genuino représentant les deux larrons et dont le réalisme morbide particulièrement frappant a marqué Gabriele D'Annunzio, qui visita la ville en 1895, et qui a parlé à leur sujet d'une « horrible beauté ».
- La fontaine grecque. Située à l'entrée de la ville, cette fontaine d'origine antique a reçu son aspect actuel à la Renaissance. Richement sculptés, ses bas-reliefs reprennent le style antique et représentent des scènes mythologiques.
- De nombreux palais, résidences des familles nobles de la ville. Plusieurs d'entre eux présentent des façades baroques ou rococo ouvragées ainsi que des salles décorées. Parmi les plus remarquables on peut citer le Palazzo Pirelli, face à la cathédrale, qui mêle des éléments de la Renaissance (le portail catalo-durazzesque) et de l'époque baroque (décoration intérieure sculptée), le Palazzo Tafuri (XVIIIe siècle), le Palazzo Granafei du XVIe siècle avec son pressoir à huile souterrain et des épigraphes relatives à la domination espagnole du royaume de Naples et le Palazzo Balsamo (XVe et XVIIe siècles).
- L'île de Sant'Andrea à environ un kilomètre du centre de la ville.
- Le parc naturel régional de l'île de Sant'Andrea et de la côte de Punta Pizzo créée en 2006.

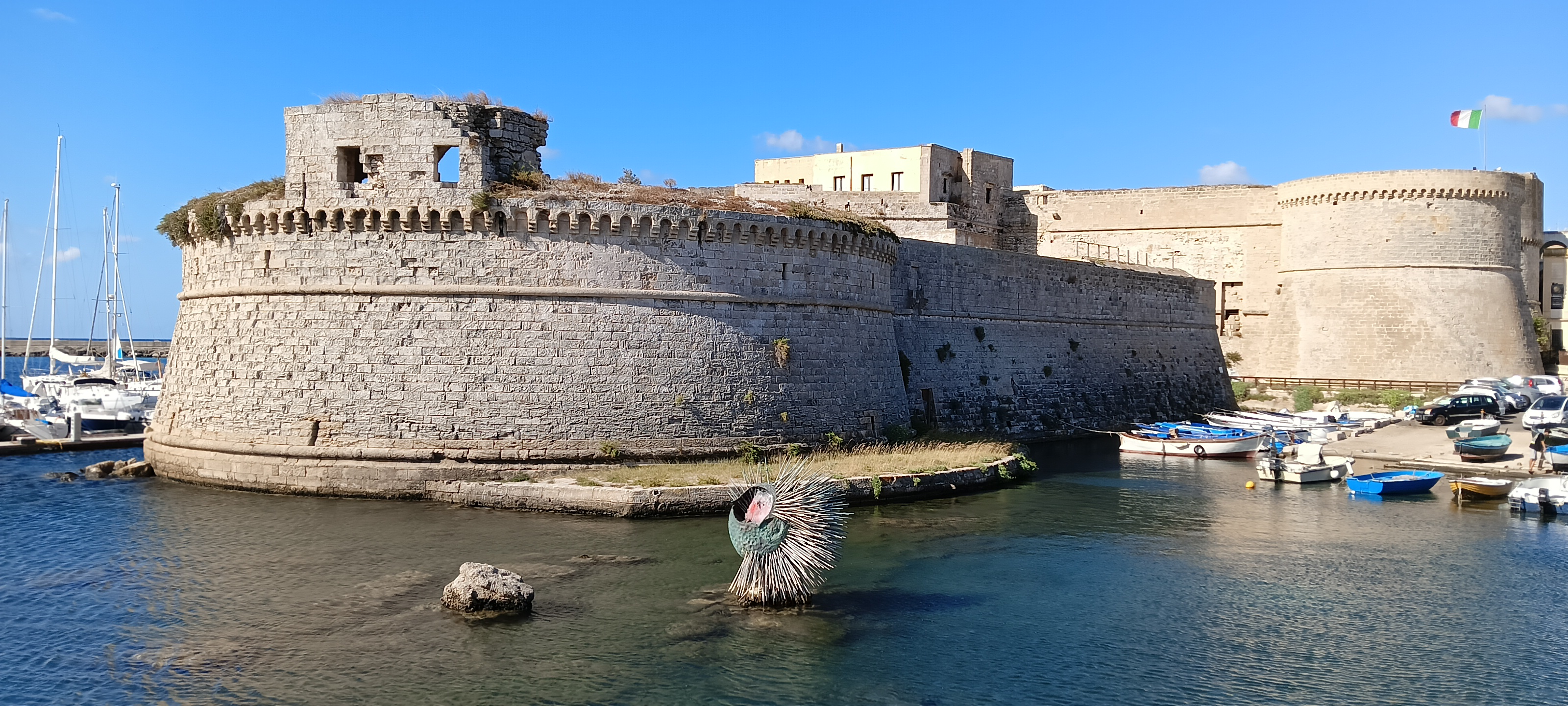
Le château angevin
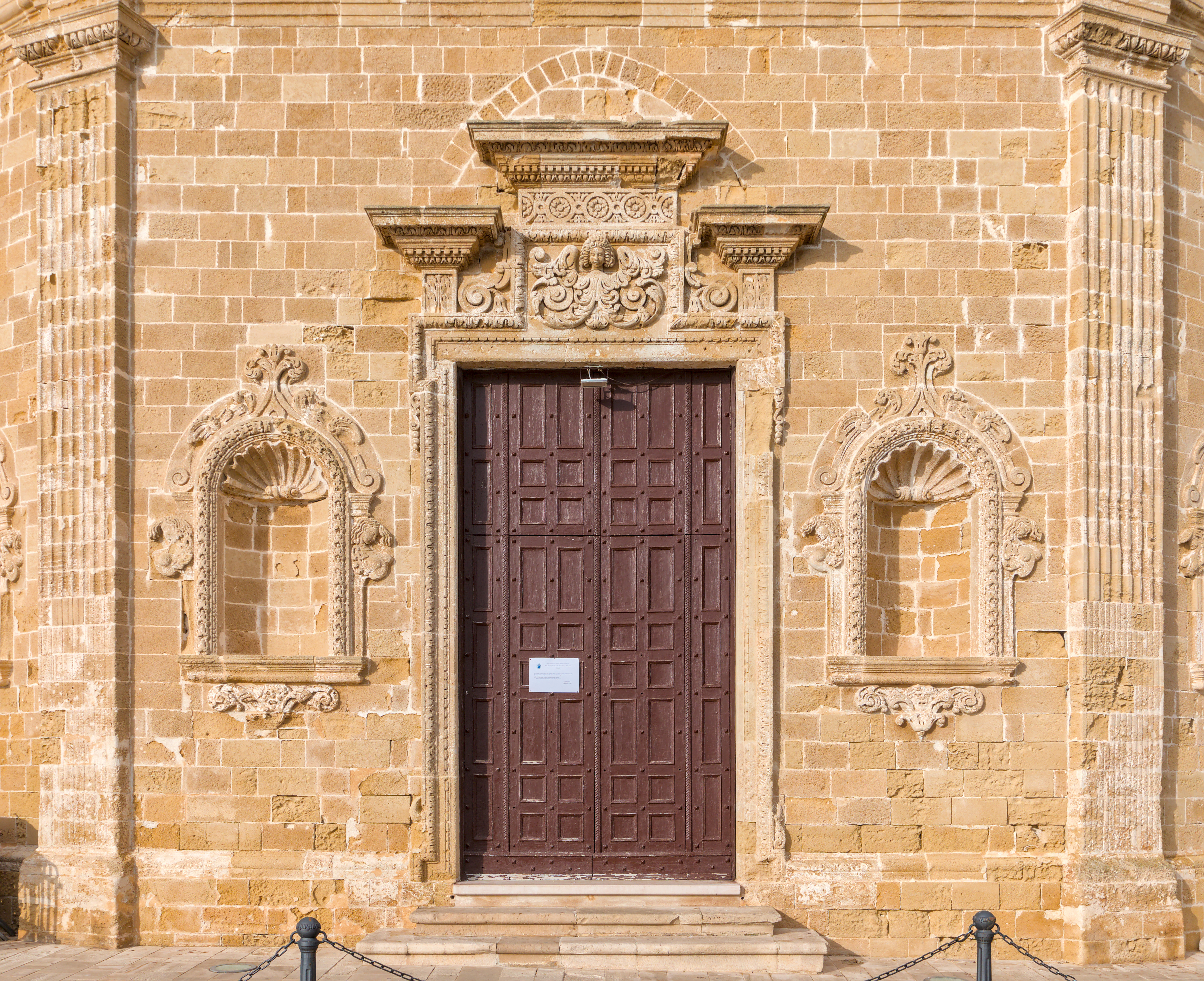
Portail de l'église Saint-Dominique
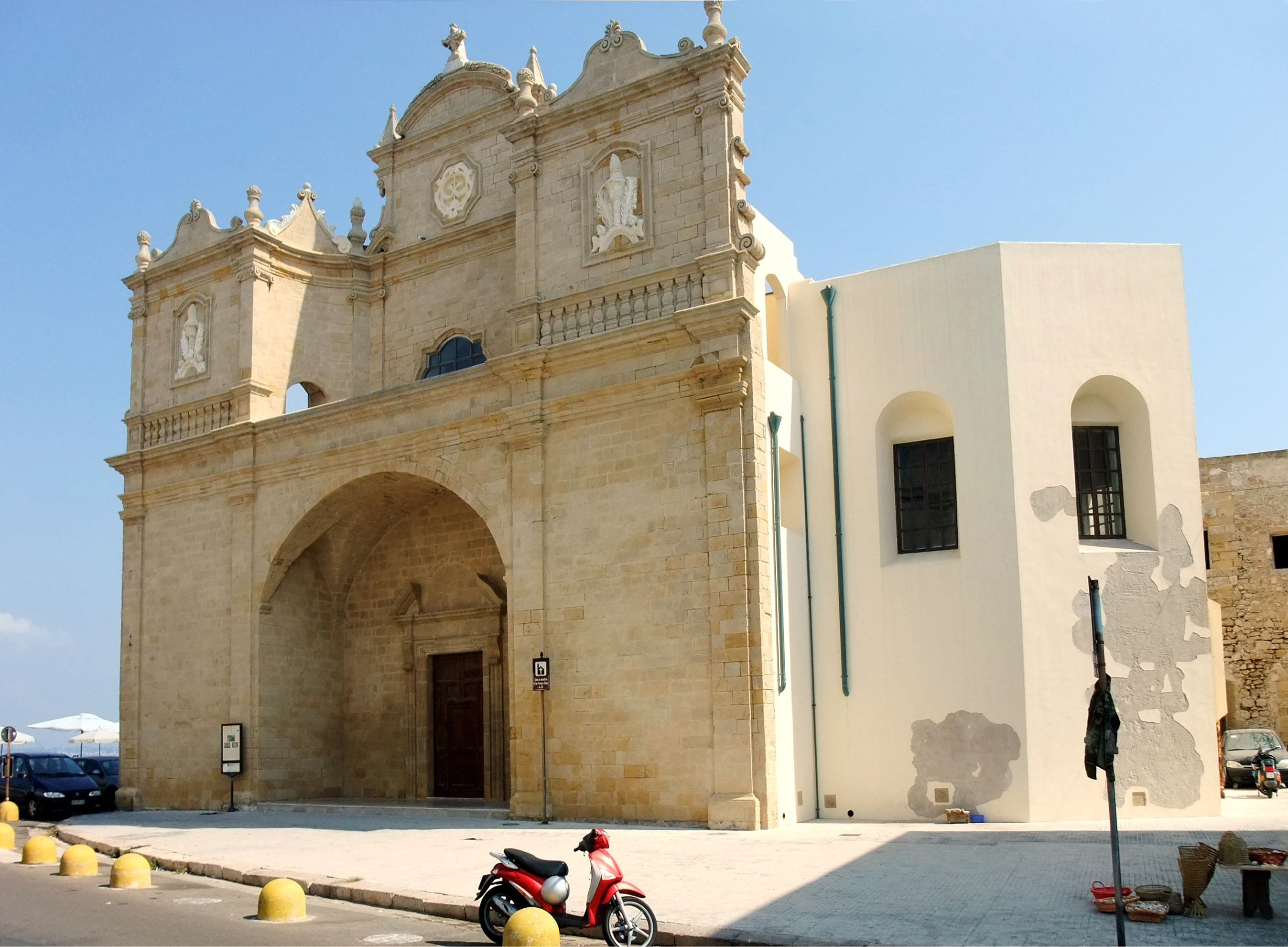
L'église de San Francesco d'Assisi
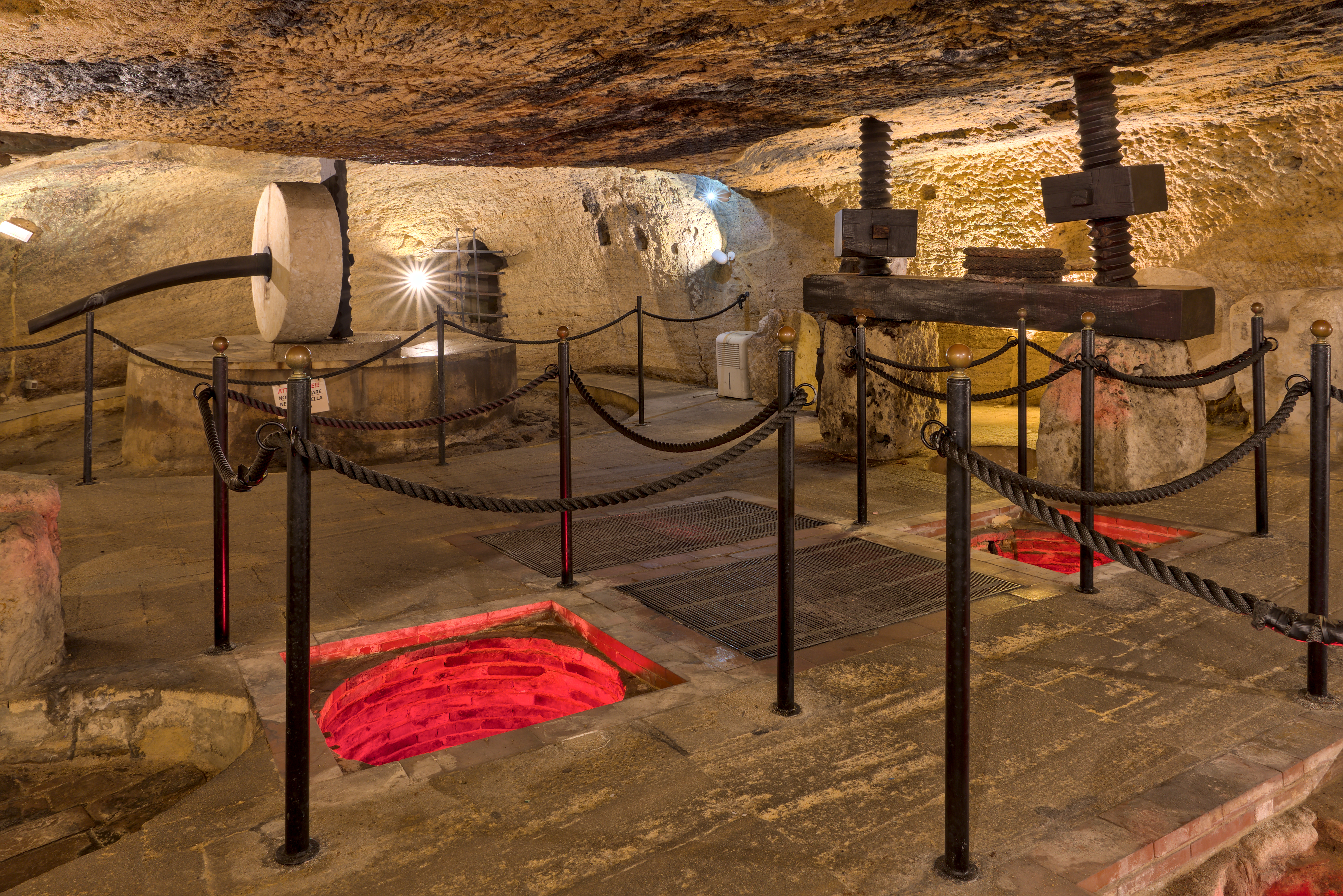
Un pressoir à huile souterrain, aujourd'hui transformé en musée
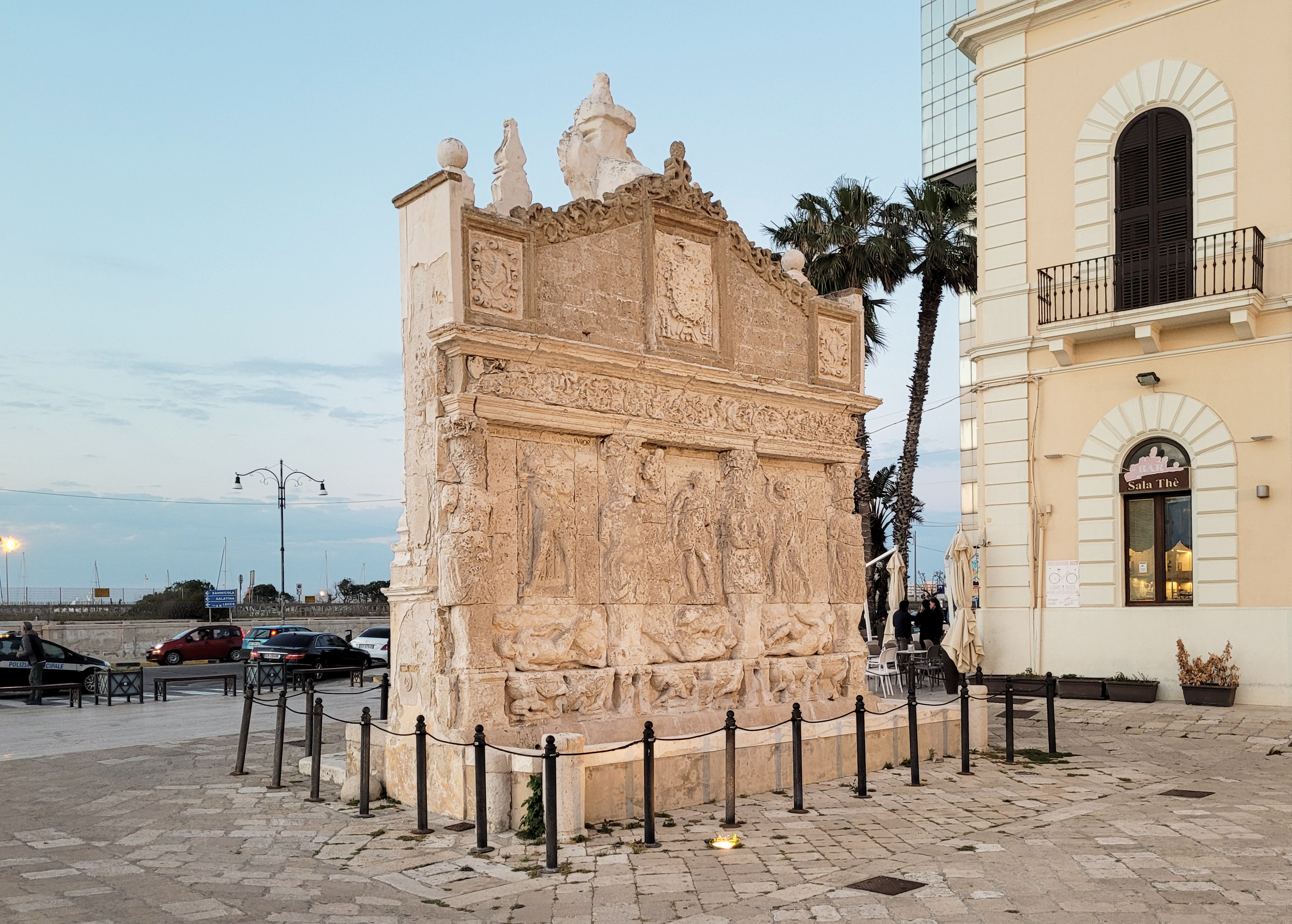
La fontaine grecque
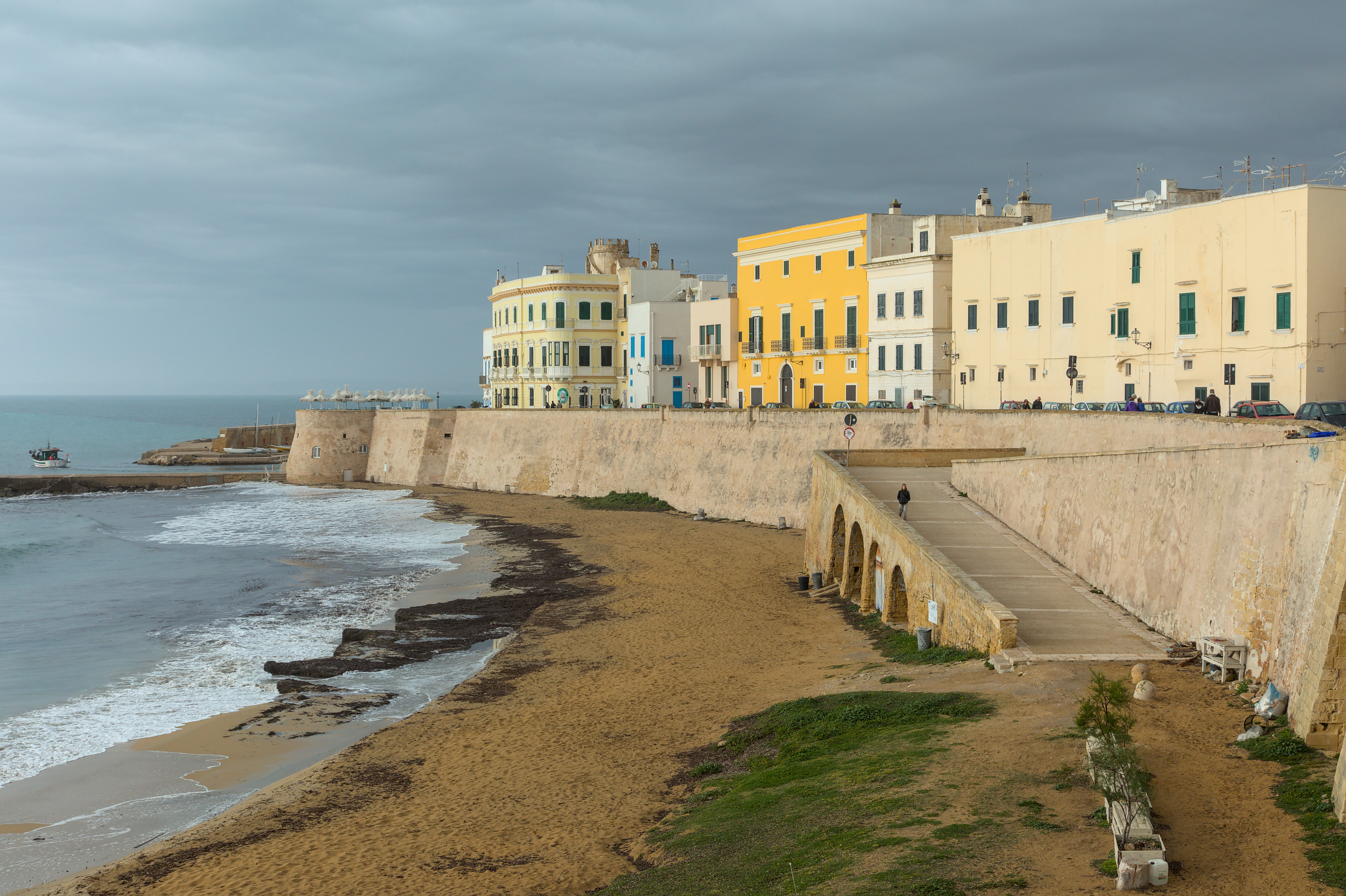
La Spiaggia della Purità, le long des murs de la ville

## Dialecte
Le dialecte local est le gallipolino, une variante du dialecte salentin.

## Fêtes
La fête de Santa Cristina les 23, 24 et 25 juillet est l'une des festivités les plus importantes de l'année.
avec celle de la madonna del carmine le 15 et 16 juillet

## Sport
Le club de foot de la ville est le Gallipoli Calcio qui a évolué en Serie B italienne lors de la saison 2009-2010 après avoir remporté le championnat de Serie C la saison précédente.

## Hameaux
Baia Verde, Rivabella, Lido Conchiglie, Padula Bianca

## Communes limitrophes
Alezio, Galatone, Matino, Sannicola, Taviano

## Administration
| Période                                  | Période    | Identité          | Étiquette          | Qualité                 |
| ---------------------------------------- | ---------- | ----------------- | ------------------ | ----------------------- |
| 30/06/2006                               | 17/10/2011 | Vincenzo Barba    | Centro-destra      | Sindaco                 |
| 17/10/2011                               | 06/05/2012 | Vincenzo Petrucci | (sans maire)       | commissaire préfectoral |
| 06/05/2012                               | 01/09/2015 | Francesco Errico  | PD - liste civique | Sindaco                 |
| 01/09/2015                               | 25/09/2016 | Guido Aprea       | (sans maire)       | commissaire préfectoral |
| 25/06/2016                               | En cours   | Stefano Minerva   | PD - liste civique | Sindaco                 |
| Les données manquantes sont à compléter. |            |                   |                    |                         |

## Jumelages
- Monfalcone (Italie)

## Personnalités de Gallipoli
- Leonida Tonelli (Gallipoli, 19 avril 1885 – Pise, 12 mars 1946) : mathématicien, auteur du théorème de Tonelli.